# Jack Bracelin
Jack Leon Bracelin (... – Grecia, 1983) è stato un sacerdote britannico della tradizione gardneriana della religione wicca, braccio destro di Gerald Gardner, membro della Bricket Wood Coven e figura molto rilevante nella storia della wicca.

## Biografia
Jack Bracelin lavorò nel servizio di polizia britannico in Palestina e successivamente per un'industria di vernici.

### Wicca
Nel 1956 Bracelin fu iniziato alla wicca nella Bricket Wood Coven dall'alta sacerdotessa Doreen Valiente. Nel 1959 incontrò a Londra lo scrittore e praticante Sufi Idries Shah, che era interessato alla wicca, e gli presentò Gardner. Bracelin compare come autore della biografia ufficiale di Gardner, Gerald Gardner: Witch, che con ogni probabilità fu invece scritta da Shah e pubblicata dalla sua casa editrice, la Octagon Press, nel 1960. Shah fece figurare come autore Bracelin, perché non voleva confondere i suoi studenti sufi con il suo interesse per la wicca.
Gardner successivamente acquisì il controllo del Five Acres Club, il club naturista dove si riuniva la Bricket Wood Coven, perché sui terreni adiacenti aveva fatto costruire il celebre cottage delle streghe. Quando l'amministratore del club cercò di truffarlo, Gardner lasciò a Bracelin l'amministrazione, non avendo interesse a occuparsene di persona. Alla sua morte Gardner lasciò in eredità a Bracelin le quote del Club.

### Post-Wicca
Bracelin si dimise da alto sacerdote della Bricket Wood Coven per divergenze con gli altri membri. Nel 1966 si sposò con rito cristiano, lasciando intendere di avere abbandonato la wicca. Tuttavia ancora per diversi anni permise ai membri della sua vecchia coven di riunirsi nei terreni del club, dietro pagamento di un affitto. Quando nel 1970 Bracelin tentò di includere nell'affitto anche una quota delle spese per la fornitura elettrica, i membri della coven si rifiutarono di pagarla, visto che non ne beneficiavano, e abbandonarono il terreno.
Nel giugno 1976 Bracelin, che era fallito economicamente, fu costretto a vendere il club, ricevendo come pagamento una piccola pensione. Si ritirò in Grecia, dove morì nel 1983 per un attacco di cuore.